# Avenida El Bosque

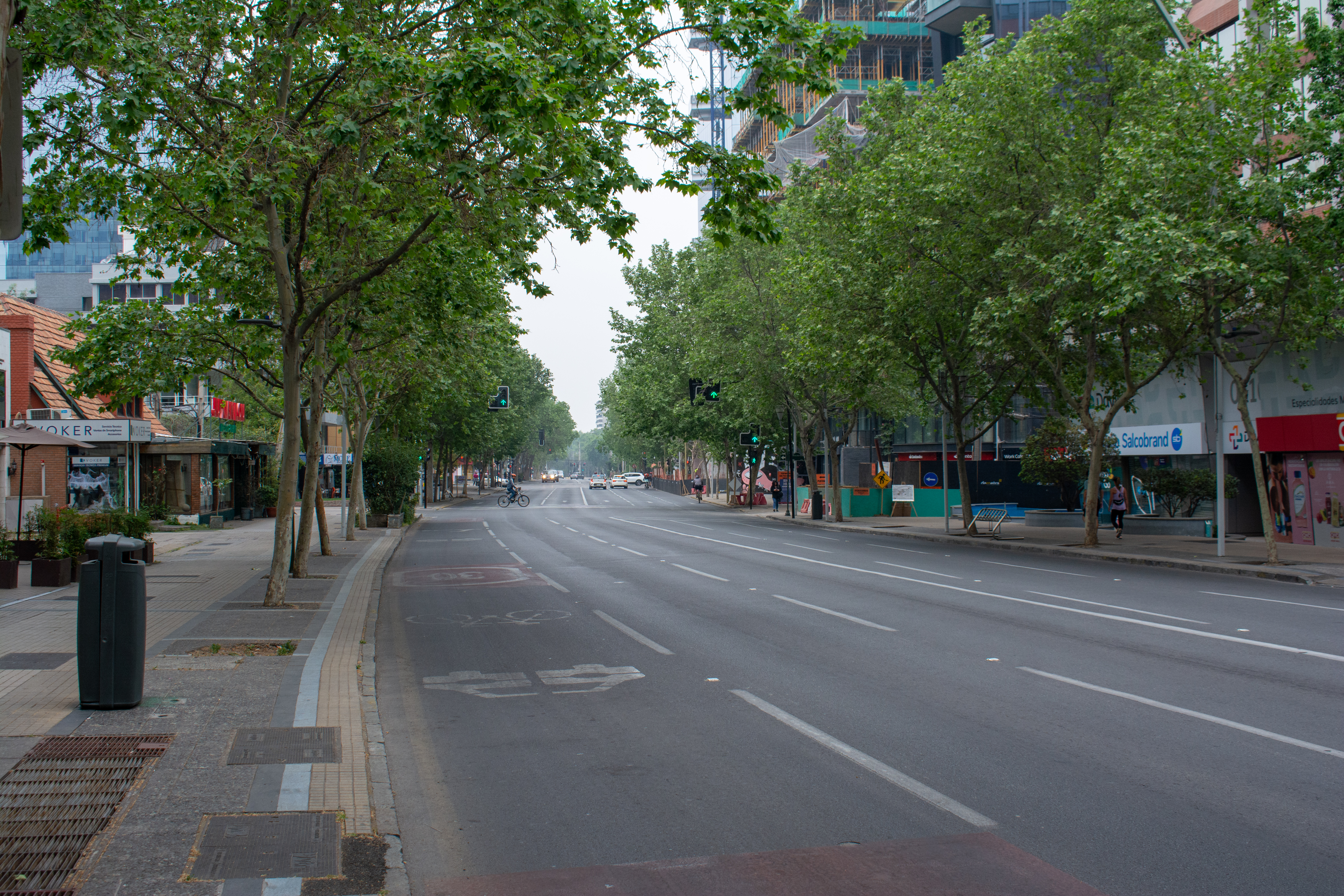
Avenida El Bosque.

La Avenida El Bosque es una avenida ubicada en Santiago, Chile. Forma parte del bulevar Avenida El Bosque y se destaca como punto comercial y financiero del sector oriente de la capital chilena.

## Características
La avenida El Bosque es una de las arterias que junto a las avenidas Apoquindo, Isidora Goyenechea y El Golf, circunvalan el nuevo sector financiero, comercial y gastronómico de Santiago de Chile. 
La avenida es cruzada por la avenida Apoquindo, de ahí que reciba el nombre de El Bosque Norte y El Bosque Sur que es más residencial.
De ser un barrio residencial exclusivo y sede de muchas embajadas hasta comienzos de la década de 1990, ha ido transformando su arquitectura con el ensanchamiento de calles y la construcción de edificaciones de altura que albergan tanto apartamentos residenciales como oficinas de empresas. Muchas de las antiguas residencias han sido transformadas en restaurantes, bares, pubs y tiendas.
La avenida el Bosque se corta muchas veces como calle sin salida pero retorna como calle recta,su jardín es parte de Mantenimiento de Jardines y parques Avenida El Bosque de la comuna de Providencia (porque en Las Condes no tiene bandejón central).
En su intersección con la Avenida Eliodoro Yáñez se encuentra la Parroquia del Sagrado Corazón de Jesús sede de la Acción Católica de Chile.

## Ubicación y denominación
La zona de Sanhattan, donde corre la Avenida, es la denominación popular que recibe de la combinación de Santiago y del condado neoyorquino de Manhattan. Esta zona se caracteriza por albergar las oficinas de importantes bancos y empresas nacionales e internacionales en sus edificios. Se trata de un barrio comercial y financiero, pero también de un punto de atracción turística, principalmente por sus locales de gastronomía, el cual no resulta muy agobiante en hora punta.
Antes de ser absorbida por el "Sanhattan oriental", la Avenida era una zona residencial con casas edificadas en la década de 1940, y tenía muchas calles arboladas como la mayoría de avenidas de la comuna de Providencia.